# Krystyna Kmieciak-Kołada
Krystyna Kmieciak-Kołada (ur. 30 maja 1933 w Rudzie, zm. 6 kwietnia 2022) – polska farmaceutka, dr hab.

## Życiorys
W 1956 ukończyła studia na Wydziale Farmaceutycznym Akademii Medycznej w Poznaniu. W latach 1956–1960 pracowała w Miejskiej Stacji Sanitarno-Epidemiologicznej w Rudzie Śląskiej, w latach 1960–1968 w Laboratorium Kontroli Leków przy Katowickim Zarządzie Aptek. Od 1968 była zatrudniona w Katedrze Farmakologii na Wydziale Lekarskim w Katowicach Śląskiej Akademii Medycznej w Katowicach. W 1971 uzyskała stopień doktora nauk przyrodniczych, w 1990 stopień doktora habilitowanego nauk medycznych na podstawie pracy zatytułowanej Badania nad ośrodkowym mechanizmem działania dietyloamidu Kwasu d-lizergowego – LSD.
Pracowała też w Górnośląskiej Wyższej Szkole Handlowej im. Wojciecha Korfantego w Katowicach.

## Odznaczenia i wyróżnienia
- Odznaka „Zasłużony w rozwoju województwa katowickiego”[3]
- Odznaka „Za wzorową pracę w służbie zdrowia”[3]
- Order Honorowym „Laur 50-lecia ŚAM”[3]
- Srebrny Krzyż Zasługi (1988)[2][3]
- Medal Komisji Edukacji Narodowej[3]